# Idaea terminolineata
Idaea terminolineata là một loài bướm đêm trong họ Geometridae.